# دل ري
دل ري (بالإنجليزية: Del Rey)‏ هي عازفة الجاز وعازفة قيثارة أمريكية، ولدت في 22 ديسمبر 1959.

## وصلات خارجية
- الموقع الرسمي
- دل ري على موقع ميوزك برينز (الإنجليزية)
- دل ري على موقع ميوزك برينز (الإنجليزية)
- دل ري على موقع أول ميوزيك (الإنجليزية)
- دل ري على موقع ديسكوغز (الإنجليزية)